# Nicola Kretz
Nicola Kretz (auch: Nikel Gretz, Grätz, Krätz; * 19. Juli 1757 in Neunkirken, Lothringen; † 27. September 1830 in Blieskastel) war Bäckermeister, Revolutionär der Französischen Revolution sowie Bürgermeister und Stadtdeputierter von Blieskastel.

## Familie
Seine Eltern waren Franz Grätz (* 1719) und Regina Mohr (1729–1775). Am 25. Juli 1786 heiratete er in Lautzkirchen Franziska Stetter, Tochter von Peter Stetter (* 1731) und Elisabetha Billiard († 1793) aus Aßweiler. Aus der Ehe mit Franziska sind vier Töchter und vier Jungen hervorgegangen, von denen drei Jungen im frühen Kindesalter gestorben waren, der vierte wanderte um 1833, wahrscheinlich nach dem Tod seines Vaters, nach Reading, Pennsylvania aus und ging dort ebenfalls dem Bäckerberuf nach.: S. 14

## Leben
Die zu Ende gehende feudale Herrschaft Marianne von der Leyens in Vormundschaft ihres minderjährigen Sohnes Philipp, die 1791 vor den französischen Revolutionstruppen floh, schaffte politische Freiräume, die Kretz teilweise einzunehmen wusste. Er war erst 1787 in der Stadt Blieskastel als Bürger aufgenommen worden, kaufte aber noch am 24. Oktober desselben Jahres das zweigeschossige, ziegelgedeckte Haus Wies für 1620 fl., das er sich bei der Oberamtskasse geliehen hatte und mit den üblichen Zinsen in Höhe von 81 fl. tilgte.:S. 12 Blieskasteler Bannbüchern zufolge hat Nicola Kretz bis 1813 mehr als 15-mal Grundbesitz erworben und damit seinen Besitzstand gemehrt. Es kam ihm in dieser Zeitenwende zugute, dass durch die politischen Wirren und der dadurch einhergehenden Flucht und Vertreibung die Immobilienpreise äußerst attraktiv waren. Zu seinem eigenen Haus kam 1805 noch das Haus des Zollbeamten.:S. 13 Er gilt damit als Kriegsgewinnler par exellence.
Das Übergreifen der Revolutionsereignisse auf das deutsche Grenzland wurde auch von den Behördenvertretern mit Sorge verfolgt. So schrieb im November 1789 der Reichskammergerichtssekretär Johann Melchior Hoscher, der die Klageschrift der Blieskasteler gegen ihre Obrigkeit aufzunehmen hatte, in seinem Bericht:

„Der in den französischen Provinzen herrschende Empörungsgeist, der bereits so vieles Unwesen gestiftet hat, hat sich, leider! nur allzu reichskundbarermassen, bis in unser deutsches Vaterland verbreitet; und die an Frankreich gränzenden Länder sind der unglücklichen Wirkung jenes bößen Beyspiels am meisten ausgesezt.“

Ein gutes Dutzend Klagen gegen die Obrigkeit von der Leyens waren in Wetzlar anhängig, darunter auch der St. Ingberter Waldstreit. Von der Leyen sah in einer von ihr verfassten Entschließung ihre Untertanen vom „Irrwahn“ geleitet.:S. 18 Mit ihrer Flucht am 26. Floréal 1793 (15. Mai), bei der ihr von ihrem Koch geholfen wurde, sie sich aber vor dem im selben Haus wohnenden Bäckermeister Kretz und einigen Freiwilligen, die sie in ihrem Tagebuch als Patrioten bezeichnete, fürchtete, wurden auch die Prozesse hinfällig. Nicola Kretz soll unmittelbar anschließend eine neue Munizipale gegründet haben. Der Gemeindeprokurator Johann Peter Saal (1762–1813), ehemaliger Leyen’scher Regierungsadvokat, bezeichnet ihn im November 1793 in einem Brief an Regierungsassessor Cordier als Anführer, der „einige Häuser bis zu den H. Wiesten Hauß geplündert hat“.:S. 20 Bereits am 6. Dezember 1793 ist laut Kammerrat Brixius Kretz als Meier eingesetzt. Er schreibt: „Die Munizipalität ist wiederhergestellt. Kretz ist Meier, also das, was er längst gewünscht hat, und id übrigen Patrioten haben die anderen Ämter unter sich geteilt. Indessen solle Kretz ganz ordentlich sein und die herrschaftlichen Papiere und Rechnungen, die nach aufgesprengten Kammer- und Kanzleitüren hin und wieder verstreut herumlagen, wieder gesammelt und die offenen Türen zugeschlagen haben, eine Tat, die ich von einem Patrioten nicht erwartet hätte.“
Seit Frühjahr 1794 gab es Bestrebungen, mit der Französischen Republik vereint oder zumindest unter Schutz gestellt zu werden. Ein erster an den Nationalrat verfasster Bittbrief blieb unbeantwortet. Die Gemeindeversammlung wähle am 3. März 1794 Bürgermeister Kretz zum Deputierten des ganzen Landes, „der das gemeinsame Ansinnen dem Konvent in Paris vortragen solle.“:S. 22 Seine dortige Rede am 15. März kann als „engagiert“ bezeichnet werden,:S. 46f. wurde von anderen Deputierten anderer Landesteile unterstützt, war aber ebenfalls erfolglos.
Der Grund dafür dürfte sein, dass die neuen Machthaber die Neueroberungen nicht als originären Teil Frankreichs ansahen. Die Eroberten träumten dagegen von den „pays réuni“, vor allem, um Requisition und Kriegskosten zu begrenzen. Die Blieskasteler blieben so von den neuen Freiheiten ausgeschlossen.:S. 21f. Im Sommer 1794 bescheinigt Regierungsadvokat Saal gegenüber Cordier eine gute Beurteilung gegenüber Kretz ab: … Blieskastel „so gut aufführet, dass sie alle mögliche Weege einschlägt, um die Last des Krieges für Blieskastel erträglich zu machen. Man muß sie hören sich über ihre Handlungen rechtfertigen, um eingestehen zu müssen, dass sich nichts darwider sagen lassen. Dann führen sich die Franzosen auch jetzt viel besser auf als vorher.“ Und weiter heißt es: „dass [die Municipalität Blieskastel] sich gut halte und alles zur Erleichterung tue, auch als im Juni Brotnot und Teuerung eintrat“.
Kurzzeitig im Juni 1794 konnten die preußischen Truppen verlorenes Terrain wiedergewinnen und in Blieskastel glaubte man schon an eine Rückkehr der ehemaligen Herrschaft. Ein Brief mit verzweifeltem Opportunismus an den wenige Wochen zuvor noch als „Kleinen Despoten“ verunglimpften Philipp von der Leyen, ganz im alten Stil mit untertäniger Haltung formuliert, wirbt um die Gunst des geflohenen Herrschers. Kretz schreibt, dass es nur so aussehe, als seien sie Patrioten, im innersten Herzen seien sie „die treusten Unterthanen Teutschlands“. Im Übrigen hätten sie zur „Abwendung des allgemeinen Ruins“ gehandelt und übernähmen die Verantwortung dafür und fürchteten keine Repressalien und keine Anklage wegen Landesverrat. Bis zum Jahreswechsel 1794/95 wendete sich das Blatt aber wieder, jetzt endgültig zugunsten der Franzosen.
| Bezeichnung                                                      | Größe      | Steuerklasse | Schätzwert          |
| ---------------------------------------------------------------- | ---------- | ------------ | ------------------- |
| Haus und Hofgering, Parzelle 188 („mitten in der Stadt gelegen“) | 6½ Ruthen  | A            | 11 fl.              |
| Garten Blickweiler Weg                                           | 12½ Ruthen | A            | 6 Alb. 2 Pf.        |
| Ackerland rechterhand am Biesinger Weg                           | 3 Morgen   | B            | 1 fl. 26 Alb. 2 Pf. |
| Nahrungsstand „Gastwirt“                                         |            | 1            | 8 fl. 26 Alb.       |
| Summe                                                            |            |              | 22 fl. 4 Alb. 4 Pf. |

Was den persönlichen Besitz Nicola Kretz' angeht, darf man vermuten, dass er sich während der Kriegs- und Besatzungszeit gesundgestoßen hat. Er gehörte zu den Bietern, die bei Auktionen vertriebener, geflohener oder ausgestorbener Familien fast immer dabei waren und viel mehr Grund- und Immobilienbesitz hatte, als er benötigte. Belegt ist auch, dass Kretz beim Einmarsch der Franzosen während einer Versteigerung Besitzer von acht Schweinen, mehrerer Tische und anderer Effekten geworden war, die zuvor dem Franziskaner-Kloster Blieskastel gehört hatten. Bei der Rückkehr der preußischen Truppen, musste er die Schweine zurückgeben, die dann bei Rückeroberung der Franzosen von diesen beschlagnahmt und konsumiert wurden. Sein Immobilienbesitz wird im Blieskasteler Steuerkataster – die erste Steuerberechnung der Stadt Blieskastel – wie in der Tabelle ersichtlich aufgelistet. Kretz war von den 105 Personen, die mit über 10 fl. besteuert wurden, einer der 21 wohlhabendsten Männer der Stadt. Später kamen noch weitere Grundstücke hinzu.
Mit dem Frieden von Campo Formio Ende 1797 trat Preußen die Länder westlich des Rheins de facto an Frankreich ab, de facto war dies bereits 1795 mit dem Frieden von Basel geschehen, in dem Preußen als erste Großmacht die Französische Revolution als Tatsache anerkannte. Die mit der Zivilverwaltung einhergehende weitreichende Neuorganisation brachte für Kretz das Amt des Landesvorstehers und damit weitere Befugnisse. Saal schrieb am 17. November 1797 an seinen Dienstherren in Gießen: „Ohne des Grätzen Einwilligung sollten keine Requisitionsfuhren mehr ins Land ausgeschrieben werden. Das Amt bekam os einen Vormund, obwohl ich dem Krätz nachsagen muß, dass er sich bei jeder Gelegenheit vernünftig und ganz gemüsigt benommen.“ Das Département de la Sarre mit Sitz in Trier war in vier Arrondissements unterteilt, die wiederum in Kantone gegliedert waren. Das Kanton Blieskastel war eines von acht im Arrondissement de Saarbrücken. Kretz wurde Ende 1797 als Präsident, also oberster Bediensteter des Kantons, nominiert und am 3. April 1798 ernannt. 1798 war auch das Jahr, in dem der Französische Revolutionskalender im Rheinland eingeführt wurde. Damit einher ging die 10-Tage-Woche (Dekade), die den christlichen Sonntag als Ruhetag ersetzte. An diesem Tag wurden französische Gesetze und Verordnungen verlesen, es gab politische Reden und Musik.
Aus Anlass des neuen Nationalfeiertages, dem Fest der Freiheit am 10. Thermidor 1798, hielt Kretz eine bewegende Rede und definierte: „Die Freiheit ist eines der heiligsten Rechte des Bürgers, sie besteht darin, daß der Bürger niemand unterthan ist als dem Gesetz … Das Gesetz ist der allgemeine Wille der nation, und die nation kann nichts wollen, als was mit dem allgemeinen Nutzer der Bürger übereinkommt.“:S. 34 und 46ff
Am Ende des Jahres, am 21. Dezember 1797 erklärte Nicola Kretz seinen Rücktritt vom Amt des Kantonspräsidenten, nachdem im September sein Sekretär abgesetzt worden war, mit dem Kretz gut zusammengearbeitet hatte.:S. 34 Sein Nachfolger wurde der Arzt Friedrich Jakob Schilling (ca. 1780–1852) aus Burrweiler nahe Landau.
Einige Jahre später gab es Vorwürfe gegen Kretz wegen unsauberer Haushaltsführung während seiner Amtszeit. So seinen von „Mayer Kretz für die Reiß nach Paris“, die er als Bevollmächtigter seiner Heimatstadt angetreten hatte, nur unzureichend Belege vorhanden. Eintausendsiebenhundertfünfzig Livres in Assignaten seinen offen. Zudem verlangten Mitte August 1801 vier Personen für erledigte Botengänge, Abschriften und ähnliches, zusammengefasst im „Verzeichniß der Kösten, welche unterschriebene Deputierte von Blieskastell In Klagschen der Gemeinde Blieskastell gegen den ehemaligen Präsidenten der Munizipal Verwaltung Bürger Niklas Krätz, Sekretair B. Baur und Agenten Bürger Johann Hauck von daselbst vorgelegt und noch zu fordern hatten“, insgesamt 294 Gulden.:S. 42 Bis 1824 war Kretz aber noch Abgeordneter im Stadtrat. Bis zu seinem Tod ging er seinem Beruf als Gastwirt nach, den auch sein Sohn Christian zunächst fortführte.

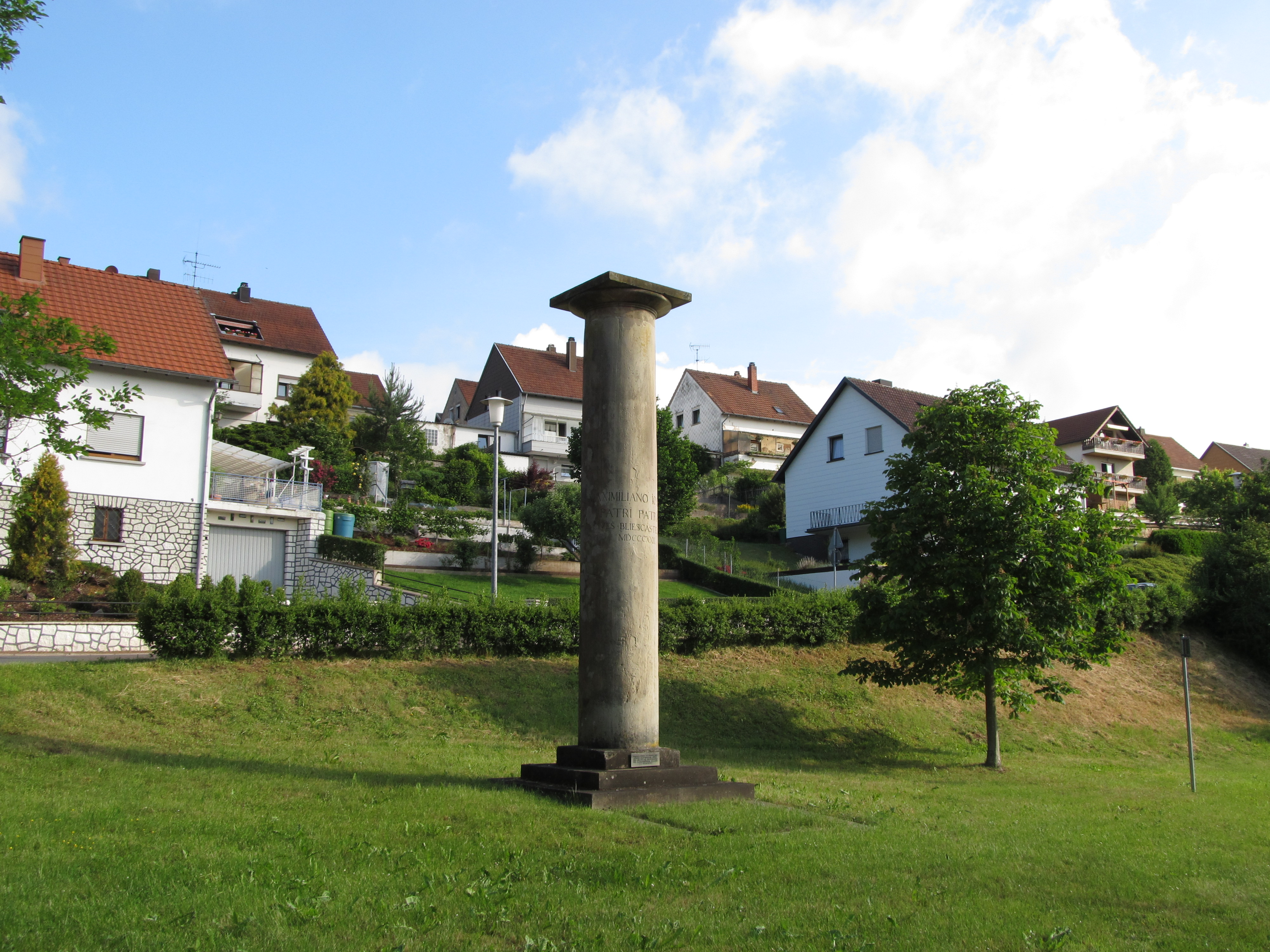
Maximiliansäule in der Tiergartenstraße

Kretz, der dort mit Nicolaus Kretz unterschreibt, gehört zu den Unterzeichnern eines Briefes an den bayrischen König Maximilian Joseph, in dem dieser ob der Errichtung der nach ihm benannten Maximilian-Säule in Blieskastel in Kenntnis gesetzt wird:

„Untertänigster Brief vom 16. Februar 1825 Allerdurchlauchtigster König, Allergnädigster König, Und Herr, Reine Liebe zu Ihrem Erlauchtesten Könige beseelt die Bürgerschaft des Städtchens Bliescastel, diese auf ihre Nachkommen in den spatesten Zeiten zu verewigen, Errichteten Sie an der großen Straße dahier ein bleibendes Denkmal mit der Inschrift nach beiliegender Zeichnung. 
Maximiliano Josepho Patri Patriae Cives Bliescastelliani MDCCCXXIII. 
Geruhen Euer königliche Majestät diese reine aufrichtige Pfand der Liebe aund Anhänglichkeit für Allerhöchst Dero Erhabenste Person allerhuldreichst anzunehmen von dem Allerunterthänigsten treu gehorsamsten Bürgermeister und Stadtrathe
Blieskastel, den 16ten Februar 1825“

Diese Säule in der Tiergartenstraße steht heute unter Denkmalschutz.